# Bob Mizer
Robert Henry Mizer (27 de março de 1922 - 12 de maio de 1992), conhecido como Bob Mizer, foi um fotógrafo e cineasta americano, conhecido por expandir os limites da representação do homoerotismo masculino em meados do século XX.

## Biografia
As primeiras fotografias de Bob Mizer surgiram em 1942, tanto a cores como a preto e branco, mas a sua carreira foi arrasada em 1947, quando foi condenado por distribuição ilegal de material obsceno pelos correios americanos, o US Mail. O material em questão era uma série de fotografias a preto e branco, tiradas por Mizer, de jovens fisiculturistas , vestidos apenas com pequenas tangas de modelo, precursoras do fio-dental. Mizer cumpriu uma sentença de prisão de nove meses num campo de trabalho em Saugus, Califórnia, por um crime que agora nos parece inofensivo. À época, a nudez masculina, mesmo que parcial, não era apenas motivo de crítica, era absolutamente ilegal.
Apesar da pressão social e das forças policiais, Mizer construiu um verdadeiro império com as suas fotografias e filmes. Fundou o influente estúdio, Athletic Model Guild (AMG), em 1945, mas quando publicou a primeira edição da revista Physique Pictorial, já tinha o seu próprio estúdio, na sua casa, perto do centro de Los Angeles. Mizer fotografou milhares de homens, construindo uma coleção que inclui quase dois milhões de imagens diferentes e milhares de filmes e vídeos.
Na década de 1950, vários outros fotógrafos estavam a fazer um trabalho semelhante, entre os quais, Alonzo Hanagan, em Nova Iorque, Douglas of Detroit, Don Whitman da Western Photography Guild, em Denver e, na Costa Oeste, Russ Warner, em Oakland e Dave Martin, em São Francisco.
Independentemente das inúmeras tentativas de impedir o seu trabalho, Mizer continuou a perseguir sua visão, influenciando artistas como Robert Mapplethorpe e David Hockney. Exemplos do trabalho de Mizer estão agora presentes em importantes instituições educacionais e culturais de todo o mundo, e podem ser encontrados em vários livros, galerias e coleções de arte privadas. No início de 2014, a galeria Washington Square East, da Universidade de Nova Iorque, apresentou aquilo a que chamou "a primeira grande exposição individual do trabalho de Bob Mizer a ser exibida no mundo", onde os artistas Bruce Yonemoto, Karen Finley e Vaginal Davis contribuíram para o estudo e crítica da obra de Mizer. O New York Times afirmou que a exposição "apresenta bons argumentos para considerarmos  [Mizer] como um artista com interesses e imaginação consideravelmente mais extensos do que o que a sua reputação popular sugere".
Em 1999, foi produzido o docudrama, Beefcake, realizado por Thom Fitzgerald, inspirado num livro de fotografias de F. Valentine Hooven III, publicado pela Taschen.

## Filmes
Bob Mizer produziu mais de 3000 títulos de filmes a partir do início dos anos 1950, até ao início dos anos 1980. Em agosto de 1980, começou a utilizar a então nova tecnologia de VHS e gravou mais de 7500 horas das suas sessões fotográficas em vídeo, até à sua morte, em 1992.

### Filmografia parcial

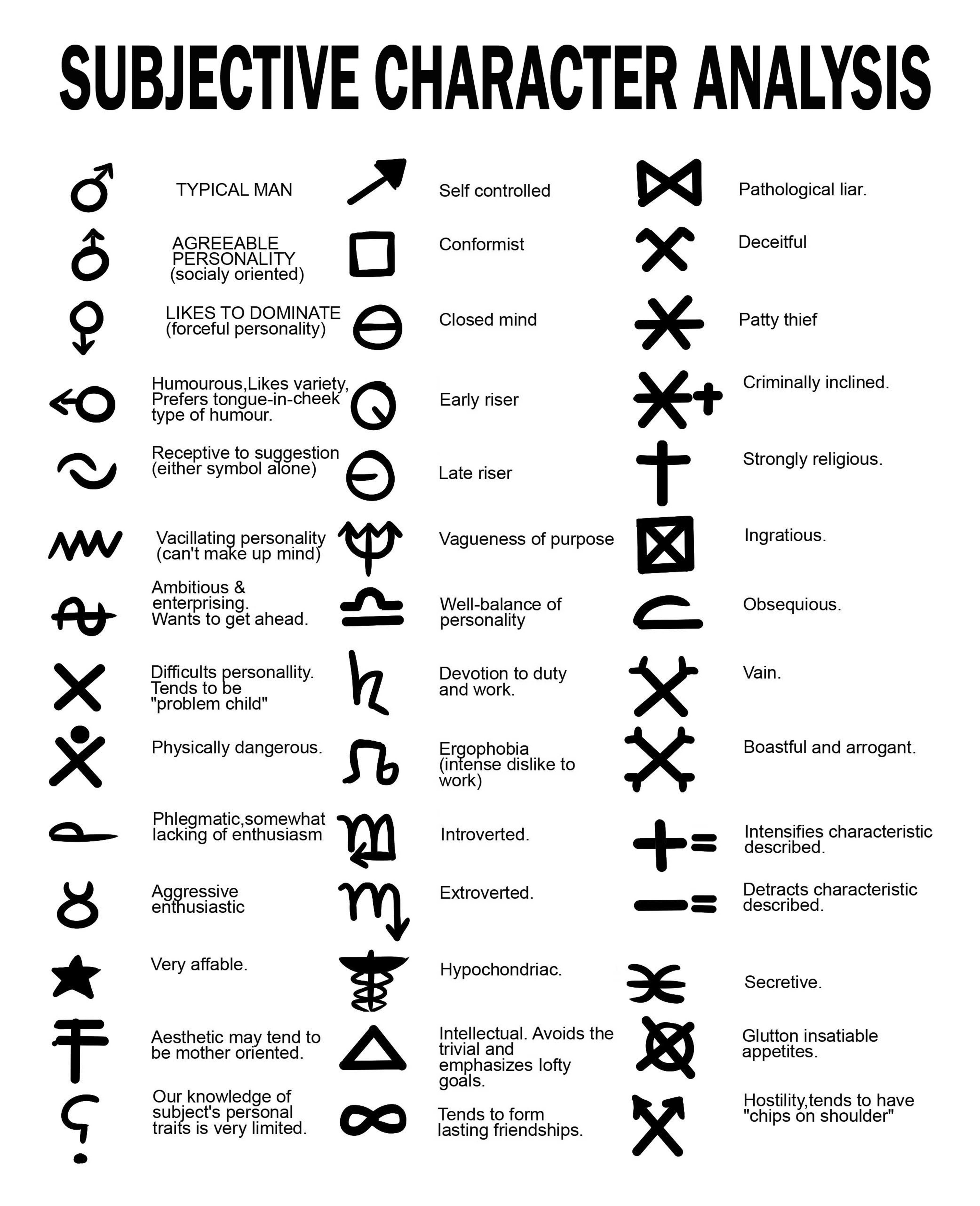
Análise Subjetiva de Caráter

- Advice Without Consent (1955)
- Alladin (1956)
- Andy & The Angry Mummy (1963)
- Motorcycle Thief (1958)
- Love 2001 (1970)
- Joe Dallesandro Posing (1966)
- Tijuana Bandit (1964)

## Análise Subjetiva de Caráter
Bob Mizer criou um sistema gráfico, no formato de códigos secretos, para classificar seus modelos fotográficos, trabalho por ele definido de Análise Subjetiva de Caráter. Os códigos continham informações sobre a "confiabilidade" dos seus modelos e também sobre as suas preferências sexuais. Esta era uma forma para que seus parceiros de negócios pudessem escolher modelos de acordo com sua preferência. Os símbolos gráficos tinham as mais diversas conotações, classificando pessoas como "homem normal", "muito afável", "hipocondríaco" e assim por diante.